# Nicolaus Nicolai Rymonius
Nicolaus Nicolai Rymonius, född 1664 eller 1674, död 16 maj 1735 i Ingatorps församling, Jönköpings län, var en svensk präst i Ingatorps församling.

## Biografi
Nicolaus Rymonius föddes 1664 eller 1674. Han var son till kyrkoherden Nicolaus Benedicti Rymonius och Sara Werelia. Rymnoius blev 1694 student vid Uppsala universitet och prästvigdes 1702. Han blev pastorsadjunkt i Ingatorps församling senare samma år komminister i Bellö församling. År 1707 blev han kyrkoherde i Ingatorps församling. Rymonius avled 16 maj 1735 i Ingatorps församling.

### Familj
Rymonius var gift.